# Aleksandr Tadewosjan
Aleksandr Tadewosjan (armenisch Ալեքսանդր Թադևոսյան, englische/FIFA-Transkription: Alexander Tadevosyan; * 9. August 1980 in Tiflis) ist ein ehemaliger armenischer Fußballspieler.

## Karriere
Tadewosjan wurde in Tiflis im heutigen Georgien geboren. Zuletzt spielte er beim armenischen Verein MIKA Aschtarak. Weitere Stationen führten ihn vorher zu FC Ararat Jerewan und FC Pjunik Jerewan. Außerdem spielte er im Iran für Bargh Schiras, in Belarus für FK Wizebsk und im Libanon für al Ahed. Für die Nationalmannschaft Armeniens bestritt er in acht Jahren insgesamt 41 Länderspiele.

## Erfolge
- Armenischer Meister: 2003, 2004, 2005, 2006, 2007
- Armenischer Pokalsieger: 2004, 2011
- Armenischer Superpokalsieger: 2003, 2004, 2012

## Weblink
- Aleksandr Tadewosjan in der Datenbank von National-Football-Teams.com (englisch)

| Personendaten    | Personendaten                                                   |
| ---------------- | --------------------------------------------------------------- |
| NAME             | Tadewosjan, Aleksandr                                           |
| ALTERNATIVNAMEN  | Tadevosyan, Alexander; Թադևոսյան, Ալեքսանդր Յուրայի (armenisch) |
| KURZBESCHREIBUNG | armenischer Fußballspieler                                      |
| GEBURTSDATUM     | 9. August 1980                                                  |
| GEBURTSORT       | Tiflis, Sowjetunion                                             |